# Всесвіт Дюни
Всесвіт Дюни, «Дюніверс» (англ. Dune universe, Duniverse — вигаданий всесвіт, придуманий американським письменником Френком Гербертом і описаний ним у серії книг «Хроніки Дюни», а згодом відтворений у ряді екранізацій.
Всесвіт Дюни — це далекий світ майбутнього, в якому людям довелося відмовитися від штучного інтелекту і просунутої обчислювальної техніки після Батлеріанського джихаду — великої війни з машинами і роботами, які вирішили повністю знищити людство. І як наслідок цього, людству довелося розвивати можливості свого тіла. У цьому світі панує феодальний лад і монополія Космічної гільдії на міжзоряні перевезення. Найважливішою речовиною у всесвіті є «Прянощі» (меланж, спайс), без якої неможливі далекі космічні перельоти. Єдиним джерелом меланжу є пустельна планета Арракіс, також відома як Дюна, на якій і відбувається основна дія книг.

## Світ Дюни
Дія романів Герберта відбувається в далекому майбутньому в галактичній імперії людства. Люди описуваної епохи відмовилися від мислячих машин, роботів, комп'ютерів (це пов'язано з колишнім повстанням машин), і зробили наголос на розвитку своїх розумових і екстрасенсорних здібностей. Земля, сучасні нам релігії і національності залишилися в майже забутому минулому.
Світ «Дюни» — монархічна аристократична імперія, що покриває весь відомий Всесвіт, де Великі Будинки управляють цілими планетами. Монополістом в міжзоряних транспортуваннях є Космічна гільдія. Її гільд-навігатори — мутанти, яким особлива речовина меланж (також відома як спайс, або пряність) дає здатність без будь-яких комп'ютерів вести кораблі крізь згорнутий простір. Через це меланж є найбільш дорогоцінною речовиною у відомому Всесвіті. Він також відомий своїми геріатричними властивостями, що сповільнюють старіння. Тривале вживання меланжу робить білки і райдужку очей синіми, тому очі у фременів, гільд-навігаторів і багатьох Бене Гессеріт сині — «очі ібада».
Планета Арракіс, також звана Дюною, є єдиним джерелом меланжу. Дюна також відома своїми гігантськими піщаними хробаками, що живуть у пустелі. Вони загадковим чином пов'язані з існуванням прянощі. Жителі Арракіса, городяни і фремени, виживають у жаркому і сухому кліматі планети завдяки особливому ставленню до води: вони збирають і переробляють усі виділення свого тіла, а фремени з тіл померлих перед похованням екстрагують воду для подальшого використання. Вода на Дюні — найвища цінність і навіть коштує дорожче, ніж пряність у всій решті галактиці.

## Літочислення Дюни
У циклі використовується система літочислення, відмінна від нашої існуючої. Літочислення ділиться на до і після створення Космічної Гільдії (ДГ і ПГ відповідно). Використовуючи інформацію, зазначену в книгах серії, ми можемо визначити, як система обчислення співвідноситься з нашою. З книги «Дюна» стає ясно, що події Батлеріанського Джихаду відбуваються приблизно в 11200 році. Події першого роману всесвіту Дюни починаються в 10191 ПГ, що дає 10 191 + 11 200 = 21 391. Таким чином, 10191 ПГ відповідає 21391 року. Літочислення проводиться в «стандартних роках», які трохи коротше земних.

## Внутрішня хронологія
Точкою відліку в «Дюні» прийнятий рік встановлення монополії Гільдії Космогації на космічні перевезення і міжпланетну банківську справу. Всі дати до цього моменту наводяться з поміткою «Б. Г.» («Без Гільдії», за аналогією з до «Р. Х.» або до «н. е.»), Після — без будь-якої позначки. Однак «Класична Дюна» скупа на конкретні (рік) датування подій; для давно минулих подій переважають відсторонені (скільки поколінь, скільки століть) датування.
Так, у Додатку I «Релігія Дюни» є пропозиція «Просування людства в Глибокий Космос за 11 тисячоліть, що передували Джихаду Слуг …», тобто коливання дати йде в межах тисячі років. Поява секти дзенсунні (прямих предків фременів) датується 1381 Б. Г.; безпосередньо Джихад Слуг (Великий Джихад, Велике Повстання) датується 201—108 Б. Г. Час появи Ландсраада вказаний з точністю до тисячоліття — навіть під час Джихаду Слуг він «… продовжував збиратися, не перериваючи, не дивлячись на настільки серйозні перешкоди, двохтисячорічну традицію». Час появи Гільдії Космогації не наведено ні в якому вигляді; вказано лише, що з закінченням Джихаду Слуг вона «… вже почала створювати свою монополію космічних перевезень». Час появи Бене Гессеріт вказано орієнтовно — «незабаром після Джихаду Слуг» — неясно, з точністю до десятиліття або століття. Як повідомила Паулю Атрейдесу Гайа Олена-Мохайам, «… від шкіл того часу залишилося лише дві — Гільдія Космогації і Бене Гесеріт …», тобто існували і якісь інші школи тренування розуму, але до часу подій «Класичної Дюни» вони не дожили.
Додаток IV «Терміни часів Імперії» вказує, що Битва за Коррін, яка дала назву Дому Корріно (що відбувається з Салус II), сталася в 88 Б. Г.; подробиці не наведено. Вказується, що рідною планетою Дому Харконнен є Джеди I, проте вже без дат. Війна Дому Морітані з Домом Гінац (союзники Дому Атрейдесів) згадана, однак датувань також не наведено.